# Gary Rydstrom
Gary Rydstrom (Chicago, 29 de junho de 1959) é um cineasta e sonoplasta estadunidense. Venceu o Oscar de melhor edição de som e o Oscar de melhor mixagem de som por seus trabalhos em Terminator 2: Judgment Day, Jurassic Park, Titanic e Saving Private Ryan, ao lado de Richard Hymns, Gary Summers, Andy Nelson, Ron Judkins, Shawn Murphy, Tom Johnson e Mark Ulano.